# الرأي العام
الرأي العام ( (بالعربية: الرأي العام) كانت صحيفة يومية كويتية ناطقة باللغة العربية توقفت عن النشر في عام 1995.
الرأي العام هو محصلة لوجهات نظر وأراء حول قضايا مجتمعيّة معيّنة ولا يشكل رأي معيّن متّفق عليه من قبل جميع أفراد المجتمع وهذا لأنّه لا يمثل رأي الأغلبيّة لذلك هو نتاج جمعي للآراء المتفرّقة. 
حيث أنّ  هذا المصطلح "public opinion "  ظهر في أوائل القرن الثامن عشر, وهو من أهم المواضيع الرائجة في حياة كل مجتمع بسبب ارتباطه الوثيق بالسياسة والاقتصاد والحياة الاجتماعيّة.
يعتمد التخطيط الاجتماعي والاقتصادي على الرأي العام المدروس بشكل موثوق حيث أن المجتمع والجمهور العام هم المصدر الرئيسيّ الأساسي للكثير من المعلومات, نتيجة لذلك ينصّ أعضاء ميثاق الرابطة العالميّة لبحوث الرأي العام "WAPOR"  على أنهم مسؤولون عن حماية أفراد المجتمع من التّحريف والاستغلال باسم البحث, بينما تؤكّد ال WAPOR على الترّابط الوثيق بين حريّة التّعبير عن الرأي وحريّة الباحث في إجراء أبحاث الرأي العام بهدف الأغراض التّجاريّة والعلميّة
يضعف الرأي العام في المجتمعات ذات الأنظمة الاستبداديّة وذلك لأنّه لا يمكن أن يملك المجتمع رأيًا عامًّا سليمًا إلّا في حال توفر ظروف المناقشة الحرّة لأفراده حيث أنّ هذه المناقشة تمنح الأفراد استعدادًا لتوجيه آرائهم وتوفير وسائل اتصال مرنة, كما تتيح للأفراد معرفة ظروفهم بشكل موضوعي وصحيح.
بالإضافة إلى ذلك فإنّ انشغال أفراد المجتمع  عن التفكير والاهتمام بقضايا المجتمع  بسبب توفير وتأمين حاجاتهم اليوميّة يؤدّي إلى إضعاف الرأي العام في المجتمعات وخاصة الاستبداديّة.

## التاريخ
تأسست الصحيفة على يد عبد العزيز المساعيد في 16 نيسان1961 كصحيفة أسبوعية تحت اسم الرأي العام. كان المساعيد مالكًا وناشرًا للصحيفة التي نُشرت في البداية في بيروت، لبنان. وفي وقت لاحق أعيد إطلاقها كصحيفة يومية مقرها الكويت. توقفت جريدة الرأي العام عن الصدور لمدة عشرة أيام في 26 تشرين الثاني 1970 عندما أوقفتها السلطات الكويتية بسبب انتقاداتها اللاذعة لمقال محمد هيكل المنشور في جريدة الأهرام المصرية.
أُجِرَت رخصة صحيفة الرأي العام لجاسم البوضي في عام 1995، وأعيد نشرها تحت اسم صحيفةالرأي. في عام 2006 تحت قانون الصحافة الجديد وتحت ملكية جديدة. 
صحيفة «الراي» هي إحدى أشهر الصحف اليومية الشهيرة في دولة الكويت منذ العام ٢٠٠٠ وحتى الآن، حيث تقوم بطباعة ٩٠ ألف نسخة وتوزعها يومياً في داخل الكويت، وتتمتع أيضا الصحيفة بالشهرة في دول أخرى مثل المملكة العربية السعودية والإمارات العربية المتحدة، مصر، لبنان، البحرين، قطر، سورية وانكلترا.
وفي ١٨ نوفمبر ٢٠٠٦ صدر العدد من الأول من «جريدة الراي» لتكون بديلاً ل«جريدة الراي العام».

## روابط خارجية
- alrayalaam.com, the newspaper's official website (in Arabic)